# No for an Answer
No for an Answer ist eine US-amerikanische Hardcore-Band aus dem kalifornischen Orange County, die hauptsächlich in der zweiten Hälfte der 1980er-Jahre aktiv war. Die Band gehörte zu dieser Zeit der Straight-Edge-Bewegung an. Seit den späten 2000er-Jahren tritt sie sporadisch wieder auf.

## Geschichte
No for an Answer wurde 1987 von Dan O’Mahoney (Gesang), Gavin Oglesby (Gitarre), Jeff Boetto (Bass) und Casey Jones (Schlagzeug) gegründet. Mehrere Bandmitglieder kamen aus der Küstenstadt Huntington Beach. O’Mahony und Oglesby hatten zuvor gemeinsam bei der Hardcore-Band Carry Nation gespielt, Boetto bei der Band Half Off. Nachdem letzterer seine Band verlassen hatte, kontaktierte er die ihm bekannten O’Mahony und Oglesby mit von ihm geschriebenem Songmaterial und schlug die Gründung einer gemeinsamen Band vor. Einer der ersten gemeinsam geschriebenen Songs war das ikonische Just Say No, und eine Zeitlang überlegte die Band, sich nach diesem Titel zu benennen. Boetto wurde nach kurzer Zeit durch John Mastropaulo ersetzt. Die Band war zusammen mit Insted, Uniform Choice und Doggy Style eine der ersten Straight-Edge-Gruppen im Orange County, die Tonträger veröffentlichte. Beeinflusst waren die Bands durch Minor Threat aus Washington, deren gruppenintensive und drogenfreie Lebensweise die Gründer der vorgenannten Bands stark beeinflusste. Sänger O’Mahoney gab zu dieser Zeit ein Fanzine namens S.I.C. Press heraus, was der Band zusätzliche Popularität verschaffte.
1988 veröffentlichte die Band ihre Debüt-EP You Laugh auf Revelation Records. Sie waren die erste kalifornische Band auf dem damals an der US-Ostküste beheimateten, auf New Yorker Bands fixierten Label. Der Kontakt kam über den Revelation-Labelgründer Ray Cappo zustande, der 1986 zusammen mit anderen Mitgliedern seiner Band Youth of Today für dreieinhalb Monate bei Dan O’Mahoney gewohnt hatte, da die Band in der Region ihr Album Break Down the Walls produzierte. Im Anschluss verschliss No for an Answer in rascher Folge zwei Schlagzeuger (unter anderem Zack de la Rocha), bis mit Chris Bratton wieder ein festes Mitglied gefunden wurde.
Noch 1988 geriet die Band in Streit mit den Szenekollegen von Uniform Choice. Letztere waren das Aushängeschild der Straight-Edge-Szene in Orange County gewesen, hatten sich aber kurz zuvor dem Metal zugewandt. O’Mahony schrieb daraufhin mit About Face ein Stück, das sich kritisch mit dieser Wandelung und insbesondere mit Uniform-Choice-Sänger Pat Dubar auseinandersetzte. Dubar reagierte auf diesen Affront sehr negativ.
Ende der 1980er-Jahre geriet die Straight-Edge-Szene in Orange County in eine Krise. Neue, aufstrebende Bands gelangten schnell an Plattenverträge, während die alteingesessenen Bands ihre Pionierarbeit nicht wertgeschätzt sahen. Innerhalb der Straight-Edge-Szene kam es zu Protesten gegen den „Ausverkauf“ der Bands, von denen auch No for an Answer betroffen waren. Die Band hatte einen Vertrag mit Hawker Records unterschrieben, die ein Unterlabel des großen Indie-Labels Roadrunner Records waren. Hawker Records veranstaltete im April 1989 im New Yorker Club CBGB’s ein Hardcore-Festival, an dem auch No for an Answer teilnahm. Die Konzertgruppe des Kulturzentrums ABC No Rio veranstaltete eine Demonstration vor dem CBGB’s, um gegen die Vereinnahmung der Straight-Edge-Szene durch große Labels zu protestieren. Auf persönlicher Ebene blieben die verfeindeten Lager aber verbunden, beispielsweise übernachtete die Band während des CBGB’s-Festivals im ABC No Rio.
Gleichwohl löste O’Mahony in der Folge der Auseinandersetzungen innerhalb der Straight-Edge-Szene die Band 1989 auf. O’Mahoney und Oglesby spielten anschließend unter anderem in der Hardcoreband Carry Nation. Foster, Oglesby und Jones gehörten zu den Gründungsmitgliedern von Ignite. O’Mahoney betreibt hauptberuflich ein Restaurant im Orange County.
1994 reformierte sich No for an Answer kurzzeitig für eine Europa-Tour. Seit 2009 tritt die Band in der Besetzung O’Mahoney-Oglesby-Mastropaulo-Jones unregelmäßig im Raum Orange County auf. Sänger O’Mahoney ist dabei kein Anhänger der Straight-Edge-Bewegung mehr. Er thematisierte seine Abkehr vom Straight-Edge-Lebensstil in mehreren Büchern. 1996 veröffentlichte Cargo Music retrospektiv ein Kompilationsalbum, bestehend aus dem No-for-an-Answer-Album A Thought Crusade und der Carry-Nation-EP Face the Nation. 2011 veröffentlichte die Band in Form der EP It Makes Me Sick erstmals seit 22 Jahren wieder neues Material.

## Stil und Rezeption
Der Autor Tony Rettman zählt die EP A Thought Crusade in seinem Buch Straight Edge: A Clear-Headed Hardcore Punk History zu den „Straight Edge Essentials“. Das Magazin OC Weekly bezeichnete den Gesang von Dan O’Mahony als „stakkatohaftes Gebelle“, das „für den Drill in Bootcamps geeignet“ sei.

## Diskografie
- 1988: You Laugh E.P. (EP, Revelation Records)
- 1989: A Thought Crusade (Hawker Records)
- 1996: Split-Kompilationsalbum mit Carry Nation (Cargo Music)
- 2011: It Makes Me Sick (EP, TKO Records)